# Барон Фоконберг
Барон Фоконберг (также Фалконберг или Фалконбридж) — аристократический титул, созданный дважды в системе Пэрства Англии.

## История
Впервые титул барона Фоконберга был создан 23 июня 1295 года для сэра Уолтера де Факонберга (ум. 1304), который был вызван в английский парламент. В 1490—1903 годах титул барона Фоконберга являлся вакантным. В 1903 году баронский титул был пожалован Марсии Амелии Мэри Лейн-Фокс, 7-й баронессе Фоконберг (1863—1926), которая также получила титул баронессы Коньерс. Все эти титулы перешли к её сыну, Саквиллу Джорджу Пелхэму, 5-му графу Ярборо, 8-му барону Фоконбергу (1888—1948). В 1948 году после смерти последнего на баронские титулы стали претендовать две его дочери, леди Диана Мэри Пелхэм (1920—2013) и леди Джун Венди Пелхэм (1924—2012). В 2012 году после смерти младшей из сестер, леди Диана Мэри Пелхэм, в замужестве Миллер, стала 9-й баронессой Фоконберг. В 2013 году после смерти Дианы Мэри Миллер титул барона Фоконберг вновь оказался в неопределенном состоянии.
Вторично титул барона Фоконберга был создан 25 мая 1627 года для сэра Томаса Белэзиза, 2-го баронета (1577—1653). Для получения дополнительной информации о второй креации смотрите статью — Виконт Фоконберг.

## Бароны Фоконберг, первая креация (1295)
- 1295—1304: Уолтер де Фоконберг, 1-й барон Фоконберг (умер 1 ноября 1304), сын сэра Питера де Фоконберга
- 1304—1318: Уолтер де Фоконберг, 2-й барон Фоконберг (1264 — 31 декабря 1318), сын предыдущего
- 1318—1349: Джон де Фоконберг, 3-й барон Фоконберг (24 июня 1290 — 17 сентября 1349), сын предыдущего
- 1349—1362: Уолтер де Фоконберг, 4-й барон Фоконберг (1319 — 29 сентября 1362), сын предыдущего
- 1362—1407: Томас де Фоконберг, 5-й барон Фоконберг (20 июля 1345 — 9 сентября 1407), старший сын предыдущего
- 1429—1490: Джоан Фоконберг, 6-я баронесса Фоконберг (18 октября 1406 — 11 декабря 1490), единственная дочь предыдущего.
  - Уильям Невилл, 1-й граф Кент (ок. 1410 — 9 января 1463), муж предыдущей, 6-й барон Фоконберг (по праву жены)
- 1903—1926: Марсия Амелия Мэри Пелхэм, 7-я баронесса Фоконберг (8 октября 1863 — 17 ноября 1926), старшая дочь Саквилла Джорджа Лейна-Фокса, 15-го барона Дарси де Кнайт и 12-го барона Коньерс (1827—1888)
- 1926—1948: Саквилл Джордж Пелхэм, 5-й граф Ярборо, 8-й барон Фоконберг (17 декабря 1888 — 7 февраля 1948), старший сын предыдущей
- 2012—2013: Диана Миллер, 11-я графиня Мертола, 9-я баронесса Фоконберг (1920—2013), старшая дочь предыдущего
  - Сонаследницы титула: достопочтенная Марсия Энн Миллер, известна как Антея Тереза Лисетт (род. 21 июня 1954), и достопочтенная Беатрикс Диана Миллер (род. 23 августа 1955), дочери предыдущей.

## Бароны Фоконберг, вторая креация (1627)
- см. Виконт Фоконберг[англ.]